# Малаховка
Мала́ховка (на руски: Малаховка) е селище от градски тип в Люберецки район, Московска област, Русия. Населението му през 2017 година е 25 880 души.

## География

### Разположение
Малаховка е разположена в централната част на Европейска Русия.

### Климат
Климатът на Малаховка е умереноконтинентален (Dfb по Кьопен) с горещо и сравнително влажно лято и дълга студена зима.